# سد وادي كندة
سد وادي كندة أحد سدود مكة المكرمة التاريخية.

## الوصف
يقع في وادي كندة شمال شرق مكة المكرمة على بعد خمسة وعشرين كيلومترًا منها٬ طول جداره مئة وخمسون مترًا٬ وسمكه عند القاعدة 6.85 متر، وعند القمة ستة أمتار، وهو من النوع المتدرج في بعض أجزائه، وغير متدرج في أجزاء أخرى من جداره، لم يبق منه إلا جزء من الجدار طوله سبعة وثلاثون مترًا، بني على الأرجح في أواخر القرن الثاني الهجري، أما حوض السد فقد طمره الطمي.